# キュメンラークソ県
キュメンラークソ県（キュメンラークソけん、フィンランド語: Kymenlaakso、スウェーデン語: Kymmenedalen）は、フィンランドの行政区。ウーシマー県、パイヤト＝ハメ県、南サヴォ県、南カルヤラ県と接し、フィンランド湾にも面する。県名は、キュミ川の渓谷に由来する。キュミ川はフィンランドで最も大きな河川の一つで、フィンランドの11%が流域である。県の面積は5,596平方kmで、人口は174000人、コトカが県庁所在地となっている。
県庁所在地のコトカは、キュミ川の三角州に築かれており、5万1千人の人口を抱えている。また、フィンランドで最も重要な貿易港でもある。県下の別の都市として、コウヴォラがあり、市町村合併によって8万8千人の人口を抱える間になった。また、要塞都市のハミナも県下にある。

## 歴史
ウーシマー、ハメ、カルヤラ参照'

## 下位行政区
県下に2つの郡があり、その下に7の下位行政区がある。
- コウヴォラ郡:

イーッティ (Iitti)
コウヴォラ（Kouvola）
- コトカ＝ハミナ郡:

ハミナ（Hamina)
コトカ（Kotka）
ミエヒッカラ (Miehikkälä)
ピュフター (Pyhtää)
ヴィロラハティ (Virolahti)

## 政治
2011年のフィンランド総選挙では以下のような結果になった。
- 真のフィンランド人 25.1%
- フィンランド社会民主党 23.2%
- 国民連合党 17.8%
- フィンランド中央党 13.9%
- 左翼同盟 7.7%
- キリスト教民主党 6.7%
- 緑の同盟 4.1%